# Municipio de Wilson (condado de Tripp)
El municipio de Wilson (en inglés: Wilson Township) es un municipio ubicado en el condado de Tripp en el estado estadounidense de Dakota del Sur. En el año 2010 tenía una población de 107 habitantes y una densidad poblacional de 1,15 personas por km².

## Geografía
El municipio de Wilson se encuentra ubicado en las coordenadas 43°17′29″N 99°49′20″O / 43.29139, -99.82222. Según la Oficina del Censo de los Estados Unidos, el municipio tiene una superficie total de 92.85 km², de la cual 92,74 km² corresponden a tierra firme y (0,11 %) 0,11 km² es agua.

## Demografía
Según el censo de 2010, había 107 personas residiendo en el municipio de Wilson. La densidad de población era de 1,15 hab./km². De los 107 habitantes, el municipio de Wilson estaba compuesto por el 99,07 % blancos, el 0,93 % eran amerindios. Del total de la población el 0 % eran hispanos o latinos de cualquier raza.